# دجتی
دجتی (به لاتین: Dajti) یک کوه در آلبانی است که در استان تیرانا واقع شده‌است. دجتی ۱٬۶۱۳ متر بالاتر از سطح دریا واقع شده‌است.